# アイナー・ミケルセン

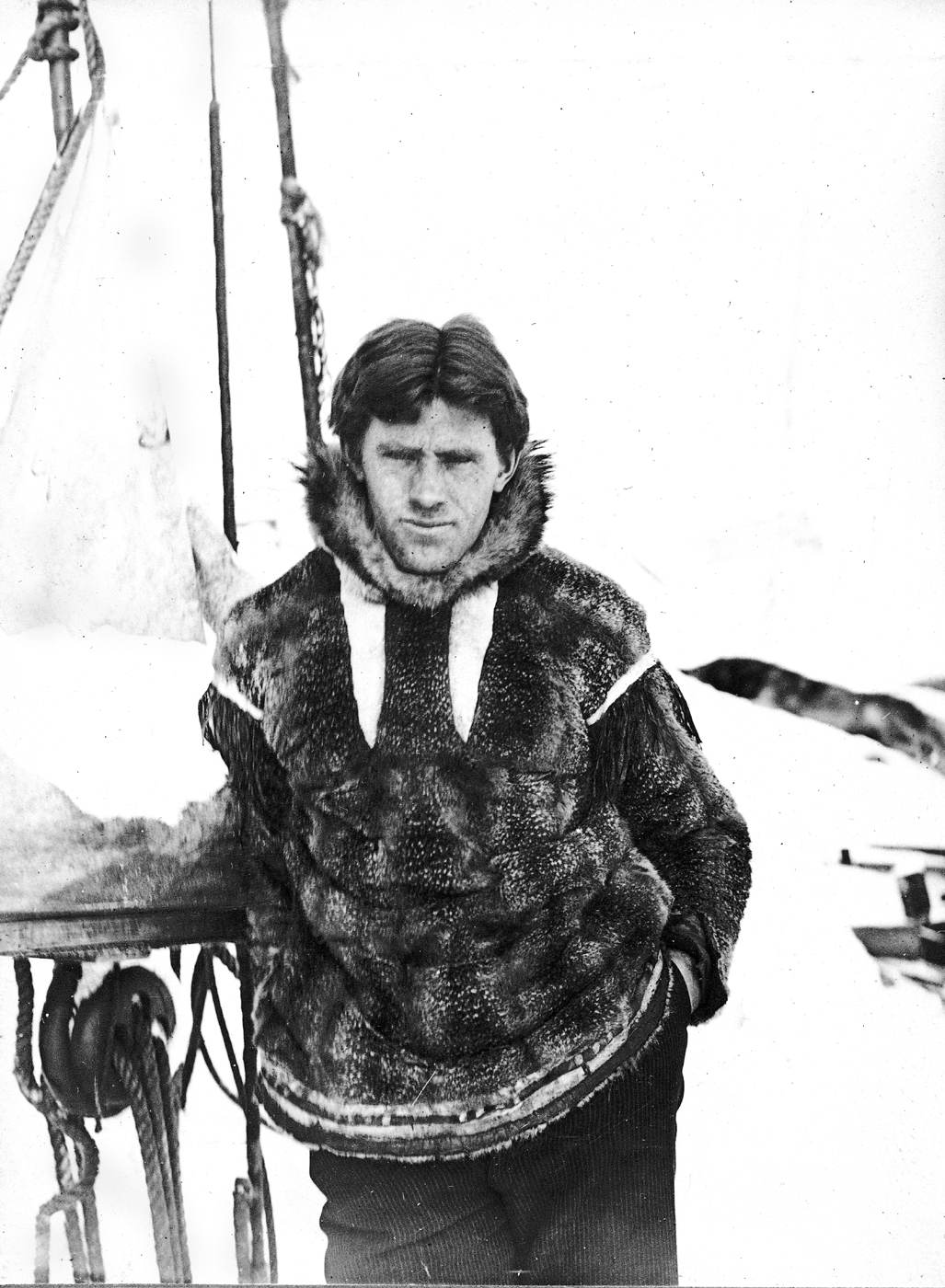
1906年、アラスカ州フラックスマン島におけるミケルセン。

アイナー・ミケルセン（Ejnar Mikkelsen、1880年12月23日 - 1971年5月1日）は、デンマークの北極探検家、作家。グリーンランドの探検で知られる。

## 生涯
デンマークのフェスター・ブレナースレウで生まれる。ゲオルク・カール・アンドルップのクリスチャン9世島、東グリーンランド(1900年)への探検、ゼムリャフランツァヨシファへのボールドウィン・ツィーグラー北極探検(1900年–1902年)に同行した。アーネスト・デ・コーヴェン・レッフィングウェルと共に、1906〜07年にかけて、英国系アメリカ人によるアラスカ州フラックスマン島での越冬極地探検を組織した。彼らは船を失ったが、 沖合65マイル(105 km)にある北極海の大陸棚を横断するソリの旅を行い、そこから2マイル(3 km)で 海の深さは50メートル(164 ft)から690メートル(2264 ft)以上に増加した。
グリーンランドの北東海岸の地図作成のために探検を計画し、ルドヴィク・ミュリウス・エリクセンの遺体を回収し、ホエグ＝ハーゲン中尉らと1909年から1910年にかけて東グリーンランドのシャノン島で越冬した。探検の間、彼らの木造船 Alabamaはシャノン島の氷の中に閉じ込められ、残りのメンバーは捕鯨船で帰国した。技師Iversenが残り、ミケルセンは失った記録を回復し、ピアリー海峡の存在を反証する危険なソリの旅に成功した。
2人は乗組員を見つけるためシャノン島に戻り、木材を引き揚げ、板張りの小さなコテージを建てた。2人は救出される前の2冬をそこで過ごし、1912年夏にノルウェーの捕鯨船によって凄惨な四肢の状態で救助された。いわゆるAlabama cottageは無傷で残り、2010年9月にデンマーク海軍検査船アイナー・ミケルセンに撮影されている。
1924年、イトコルトルミットに到着し、町を開いた。
1934年、北極圏の探険とグリーンランドの先住民居住地に関する研究に対して、イギリスの王立地理学会から金メダル（パトロンズ・メダル）を贈られた。
1971年、デンマーク、コペンハーゲンで死去。
2009年、デンマーク海軍はクヌート・ラスムッセン級哨戒艦の2号艦にHDMS アイナー・ミケルセンと名付けた。

## 著作
- Conquering the Arctic Ice (London, 1909)
- Lost in the Arctic (1913) Some of his Greenland expeditions are recounted here.
- Mylius-Erichsen's Report on the Non-Existence of Peary's Channel (1913)
- Tre Aar par Grönlands Ostkyst (1914)
- Norden For Lov og Ret, a story (1920)  
  - translated as Frozen Justice (1922)
- John Dale, a novel (1921)
- Two Against the Ice, with a foreword by Lawrence Millman (Steerforth Press, 2003)

## 関連文献
- Meddelelser om Grønland (50 volumes, Copenhagen, 1876–1912)
- Rines, George Edwin, ed. (1920). "Mikkelsen, Ejnar" . Encyclopedia Americana (英語).